# Begraafplaats Paster Pype (Oostende)

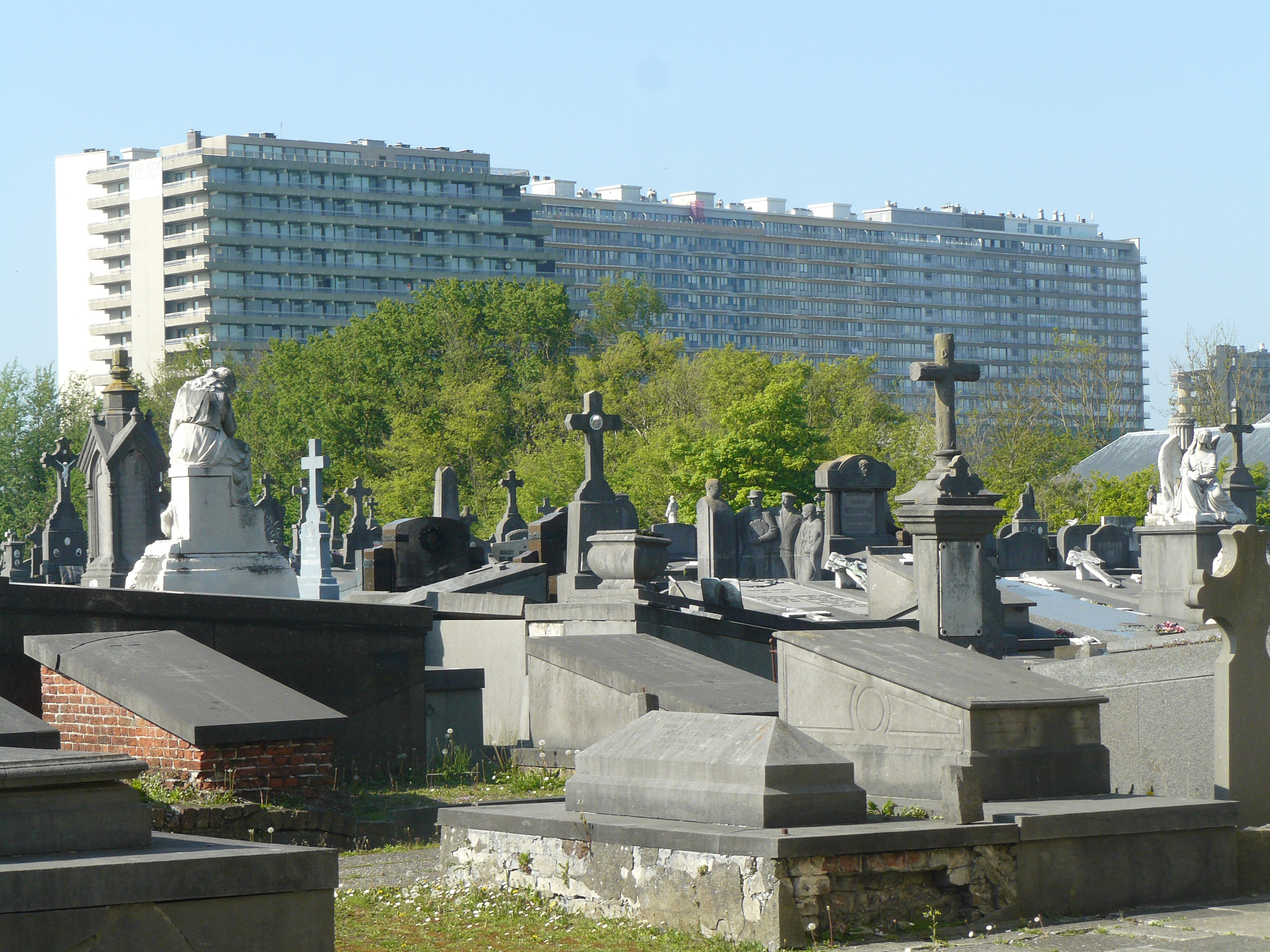
Begraafplaats Paster Pype, Oostende

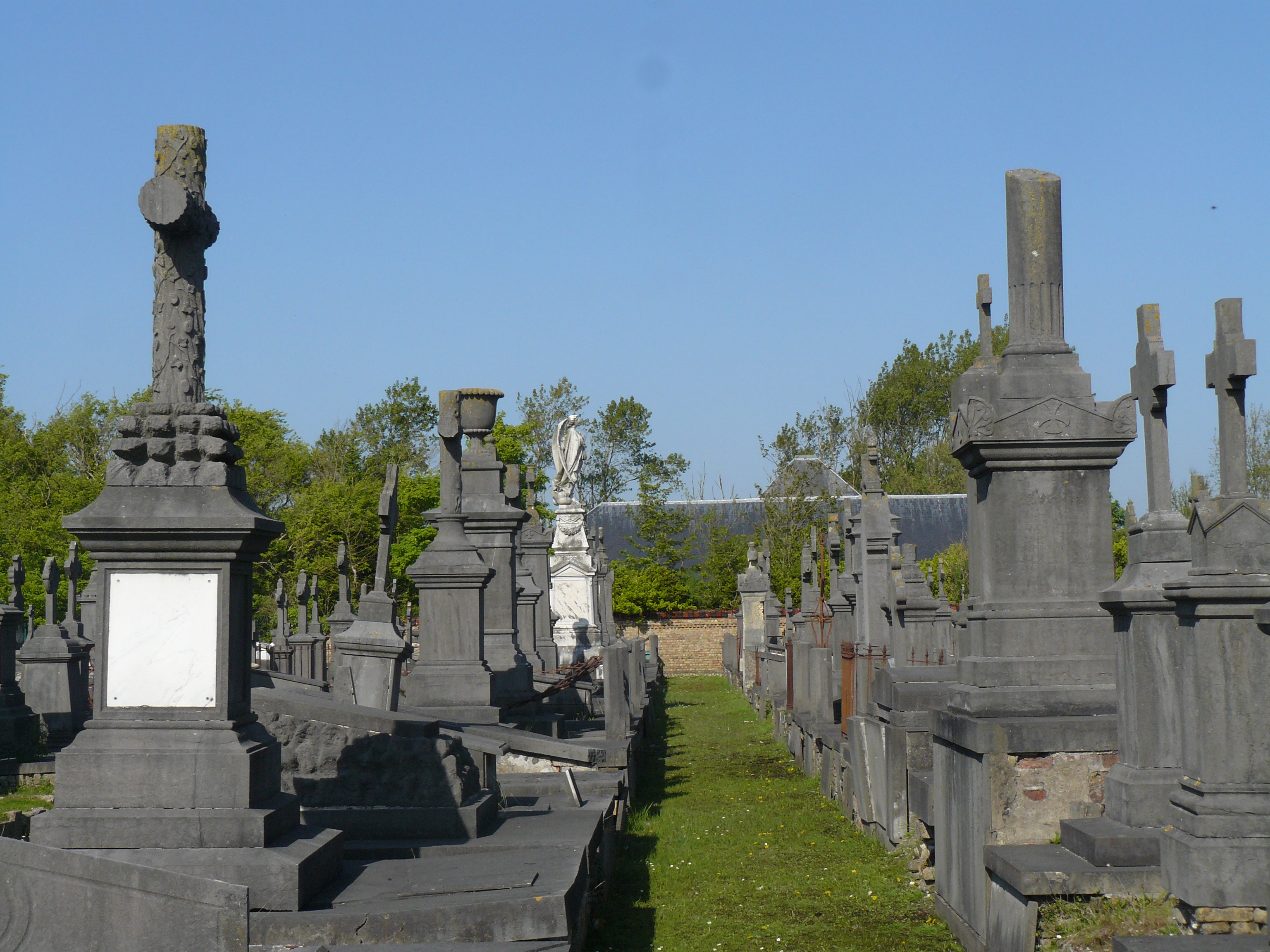
Begraafplaats Paster Pype, Oostende

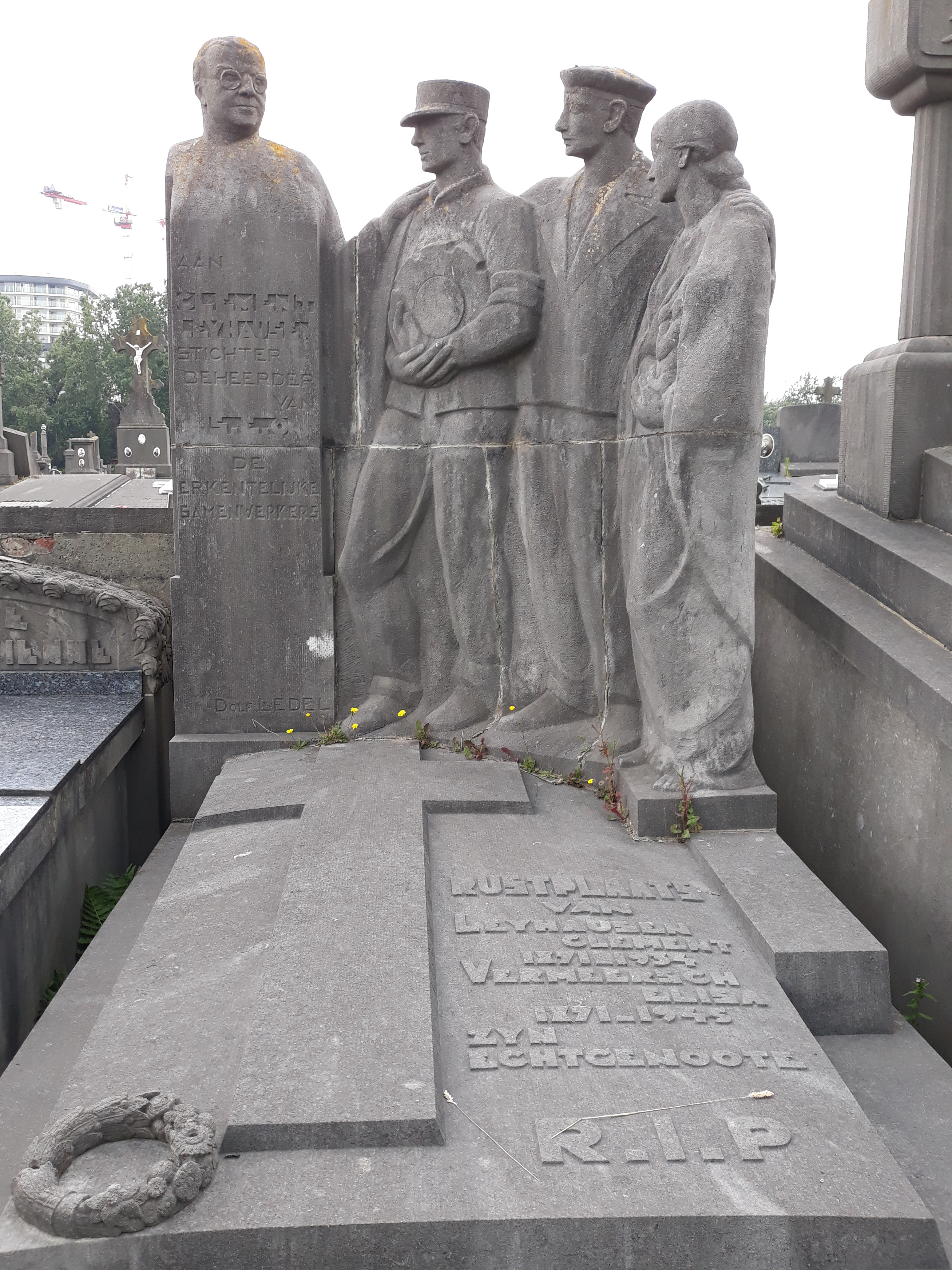
Het grafmonument van Clement Leyhausen en zijn echtgenote Elisa Vermeersch

Begraafplaats Paster Pype of Oud Kerkhof is een begraafplaats in de Belgische badstad Oostende. De begraafplaats ligt langs de Nieuwpoortsesteenweg, tussen het stadscentrum van Oostende en Mariakerke.

## Geschiedenis
De begraafplaats opende in 1852 op wat toen nog grondgebied van de gemeente Mariakerke was en verving een begraafplaats uit 1794 die dichter tegen de stad was gelegen (op een plaats die ongeveer overeenkomt met het Prinses Clementinaplein). Van deze oudere begraafplaats, die in de plaats was gekomen van het kerkhof rond de Sint-Pieterskerk binnen de stad, bestaan voor zover geweten geen afbeeldingen.
In 1862 volgde een uitbreiding. Later werd in diezelfde uitgestrekte vlakte met weide- en landbouwgrond achter de duinengordel de Wellingtonrenbaan en het tramdepot aangelegd waardoor elke verdere uitbreiding van de begraafplaats onmogelijk werd.
Tijdens de Eerste Wereldoorlog raakte de begraafplaats beschadigd door beschietingen en werden er Duitse gesneuvelden begraven. Zij werden in 1926 ontgraven en op de Begraafplaats Stuiverstraat bijgezet.
In 1976 werd de begraafplaats gesloten. Enkel personen met een bestaande concessie worden er sindsdien nog begraven. Inmiddels opende al in 1918 een nieuwe begraafplaats aan de Stuiverstraat, toen veel verder weg van het bewoonde stadsgebied. De begraafplaats aan de Nieuwpoortsesteenweg werd zo in de volksmond "'t Oud Kerkhof". De begraafplaats werd in 2007 hernoemd in "begraafplaats Paster Pype", naar Paster Pype.

## Graven
De begraafplaats biedt een staalkaart van 19e-eeuwse en vroeg-20e-eeuwse grafzerken. Grafmonumenten met exuberante gebeeldhouwde of bronzen figuren zijn hier eerder uitzonderlijk. Wel werden er veel seriematig vervaardigde sculpturen van pleuranten en engelen in kunststeen geplaatst, sculpturen die via de grafzerkenbouwer op catalogus kant-en-klaar konden besteld worden.
In de belangrijkste allees bevinden zich grafzerken van tal van vooraanstaande Oostendse families van rond 1900: Elleboudt, Jean, Royon, Valcke, Van Caillie, Van Iseghem...
De grafzerk van Clement Leyhausen, stichter van een lokale coöperatieve, is volledig figuratief uitgewerkt door beeldhouwer Dolf Ledel.
Meerdere lokale kloostergemeenschappen hebben er hun gemeenschapsgraf : de Dochters van Liefde van Sint-Vincentius à Paulo en de Petites Soeurs des Pauvres. Op de Beeldbank van de Stad Oostende zijn foto's van deze begraafplaats te zien.

## Bekende personen
Markante begravenen op deze begraafplaats zijn:
- Paster Pype, de legendarische aalmoezenier van de vissers
- Edouard Dubar, kunstschilder
- Jan De Clerck, kunstschilder
- Maurice Wagemans, kunstschilder
- Hendrik Baels, politicus en tevens vader van Lilian Baels
- William Davies Evans, schaker
- Maurice Antony, fotograaf
- Jean Van Iseghem, burgemeester
- Alfons Pieters, burgemeester
- Karel Janssens, burgemeester